# Château du Causse
Le château du Causse est un château situé à Castres, dans le Tarn, en région Occitanie (France). Élevé au XIXe siècle, c'est un édifice de style néo-Renaissance.
Il tient son nom du causse de Labruguière voisin.

## Historique
Le château du Causse est une grande demeure bourgeoise, bâtie au cours du XIXe siècle. Il est d'abord utilisé comme exploitation agricole durant le XXe siècle. En comparant les différentes photos anciennes du lieu, on aperçoit de grandes différences, qui laisse à penser à différents remaniements, au début du XXe siècle. Ainsi, il semble que ce qui était à l'origine un petit manoir avec deux tours carrés, soit devenu une grande demeure, par la destruction d'une des tours, l'allongement de la façade, et l'ajout de deux autres tourelles.
Lorsque le général de Gaulle vient à Castres en mai 1951, il est logé dans l'édifice par François de Lestrade, ancien résistant et ami du général avant de prononcer un discours le 6 mai devant le palais épiscopal. En 1991, Jacques Limouzy, alors maire de Castres, fait racheter le château. Ce dernier est dès lors peu utilisé, mais son domaine est aménagé en pépinière d'entreprises. Finalement, il faut attendre 2021 pour qu'un architecte et de la région parisienne et son conjoint n'acquièrent la bâtisse.
Le château est aujourd’hui ouvert à la location pour des mariages, fêtes d’entreprise,  anniversaires….

## Architecture
- Si vous ne connaissez pas le sujet, laissez ce bandeau (vous pouvez alors contacter les auteurs).
- Si vous supprimez le contenu mis en cause (vous pouvez préalablement contacter les auteurs),

argumentez précisément cette suppression dans la page de discussion
(un manque de référence n'est pas un argument ; une recherche réelle de référence doit avoir été effectuée, être formellement documentée).
Le château du Causse se compose d'un seul grand corps de logis polygonal, flanqué de trois tours. C'est une bâtisse mélangeant plusieurs architectures, entre néo-Renaissance et néo-gothique. La façade principale, à l'Est, donnant sur la cour d'entrée, est encadrée par deux des tours, polygonales, et présente en son centre une terrasse légèrement surélevée, surmontée d'une loggia à trois arches. Celle-ci est soutenue par un arc en anse de panier. La porte d'entrée est comprise sous la tour Nord, qui s'ouvre sur un perron couvert et ajouré d'arches, et rehaussé d'une marquise.  Les autres façades présentent un ensemble importants d'éléments ornementaux, avec nombre de décrochements, lucarnes à frontons, murs à pignons, ainsi que des oriels. Les toitures sont faites d'ardoises. Il semble que l'édifice soit grandement inspiré par l'architecture britannique de l'époque[réf. souhaitée].
L'intérieur est richement orné, avec de nombreuses boiseries, sculptures et dorures. Il possède aussi un escalier monumental en bois sculpté, qui s'ouvre sur une grande baie à vitraux.
Autour de la demeure, un grand parc boisé s'étend sur quelques hectares, agrémenté de plusieurs dépendances. L'ensemble du domaine comprend aussi 800 hectares de champs avec une ferme. Les images du début du XXe siècle montre l'existence d'un petit étang artificiel, situé au pied de la façade Sud, qui a aujourd'hui disparu.

## Galerie

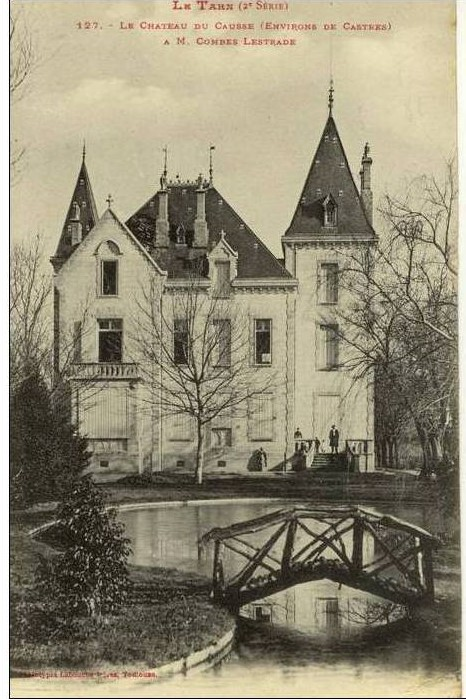
Façade Sud, avant les travaux. On voit que la façade est bien plus courte qu'aujourd'hui
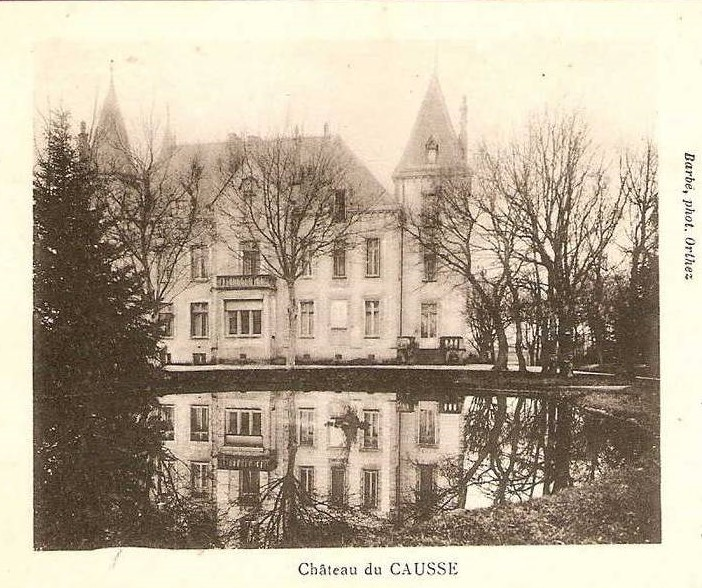
Façade Sud, après les travaux
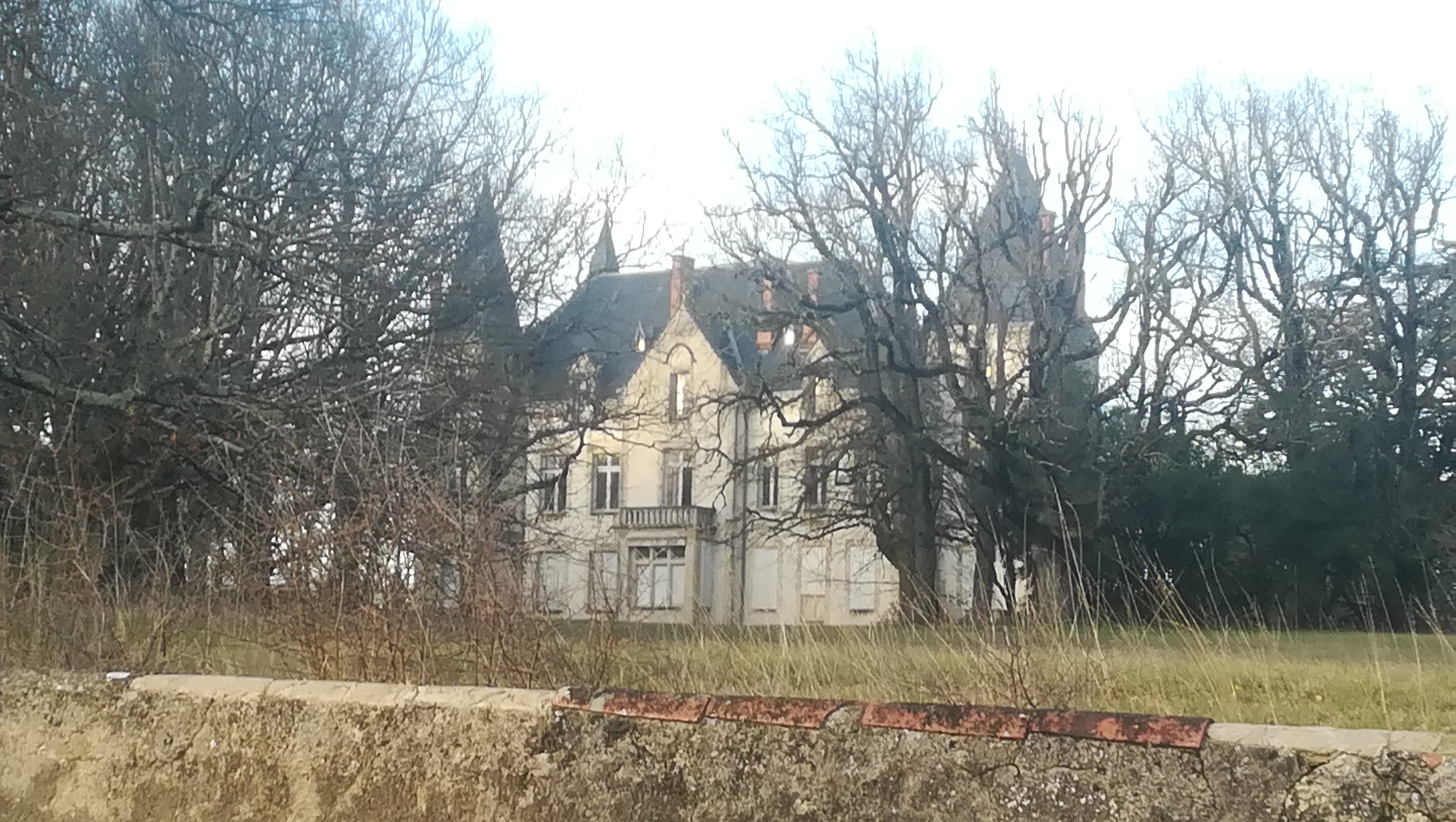
Le château aujourd'hui
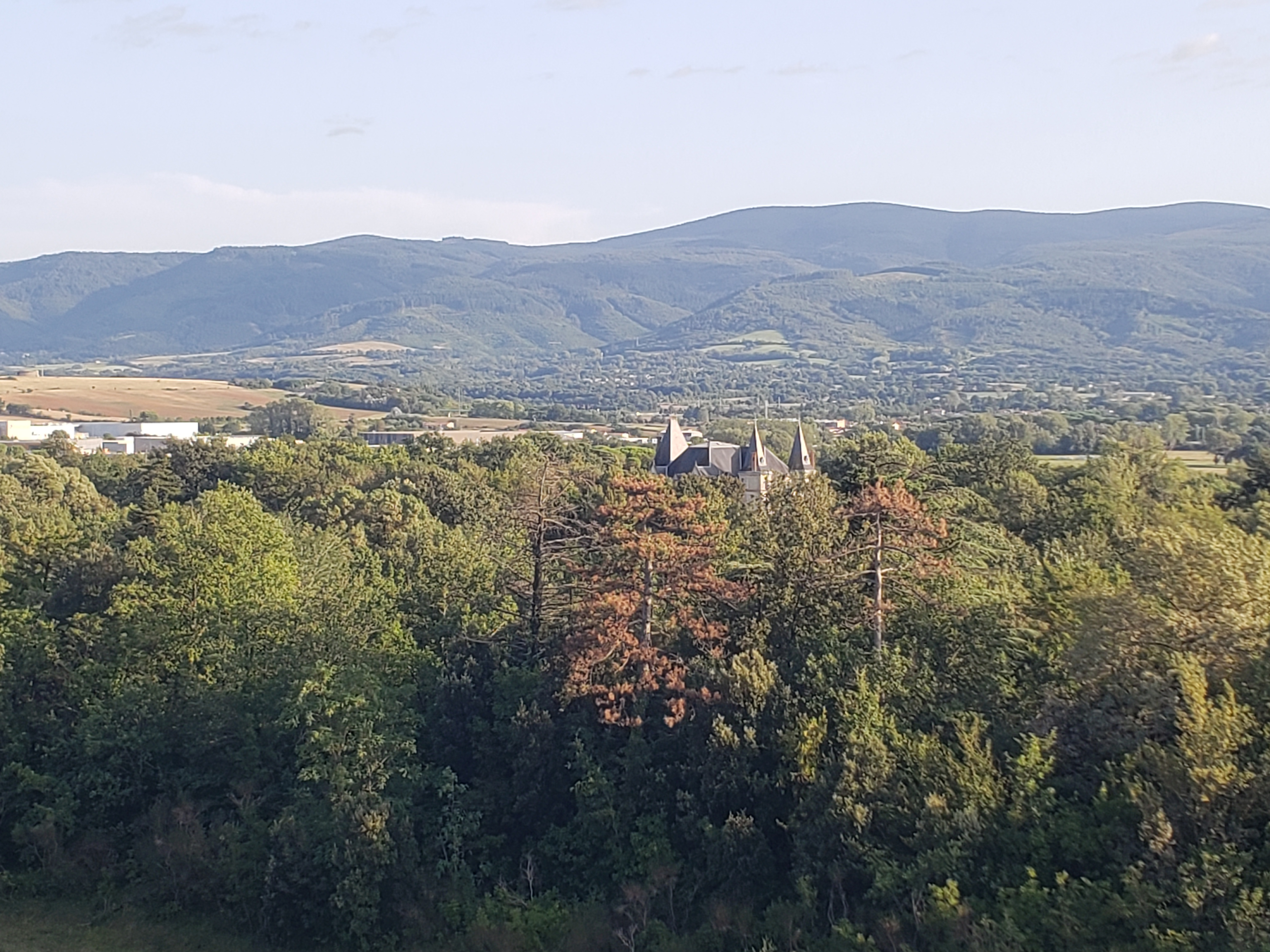
Les toitures du château